# Coutarea corymbosa
Coutarea corymbosa là một loài thực vật có hoa trong họ Thiến thảo. Loài này được Brign. mô tả khoa học đầu tiên năm 1862.